# Gerd Schnack
Gerd Schnack (* 22. September 1934 in Schwerin; † 6. März 2020) war ein deutscher Sport- und Präventivmediziner. Schnack war Facharzt für Chirurgie und Unfallchirurgie sowie Dozent für Musikmedizin an der Hochschule für Musik und Theater Hamburg. Er war am Institut für Gesundheitsförderung in Hamburg und am Allensbacher Präventionszentrum tätig. Er war Ehrenpräsident der Deutschen Gesellschaft für Präventivmedizin und Präventionsmanagement.

## Schwerpunkte
Schnack verfasste mehrere populärwissenschaftliche Bücher zu Fragen der Prävention. Sein Buch Am Computer gesund und fit erschien 1996 auch in Blindenschrift (Braille). Daneben veranstaltete Schnack Seminare für Laien und Schulungen für Ärzte.
Ausgehend von seiner Tätigkeit als Sportmediziner entwickelte Schnack sein Konzept der Sieben Hanseaten (Stretching-Übungen). Sie sollen den von ihm postulierten Sauerstoff-Flow-Effekt herbeiführen. Eine weitere von ihm entwickelte Methode ist das repetitive Meditationstraining (RMT).

## Veröffentlichungen

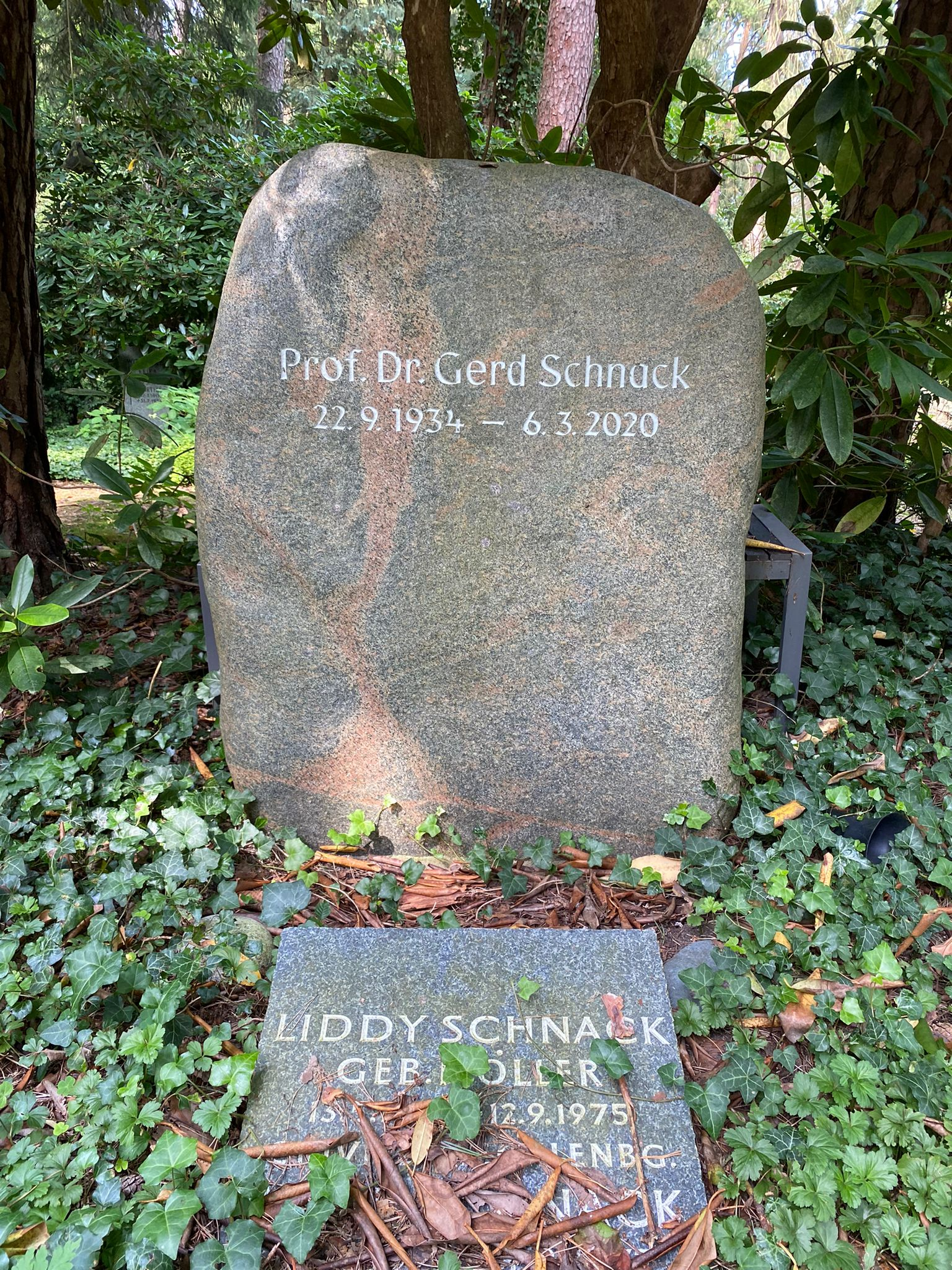
Grabstätte auf dem Waldfriedhof Aumühle

- Intensivstretching und Ausgleichsgymnastik. Aktivtherapie bei Fehlbelastungen in Beruf und Sport. Deutscher Ärzte-Verlag, Köln 1992, ISBN 3-7691-0239-8.
- Intensivstretching für Läufer. Sportinform Verlag, München 1994, ISBN 3-8254-0453-6.
- Osteoporose-Präventionstraining. Muskelaufbau, Sturz- und Ausdauertraining. Deutscher Ärzte-Verlag, Köln 1995, ISBN 3-7691-0314-9.
- Gesundheitstraining spezial. Elastizität, Ausdauer positiv erfahren. C & P Verlag, Emmelsbüll 1995, ISBN 3-928093-38-X.
- Am Computer gesund und fit. Gezieltes Training gegen Überlastungsschäden und Stress. Pflaum Verlag, München / Bad Kissingen / Berlin 1996, ISBN 3-7905-0716-4.
- Endlich gut drauf. Gesundheit und Stressmanagement für Körper, Seele und Geist. Brendow Verlag, Moers 1999, ISBN 3-87067-778-3.
- Fit in 7 x 7 Sekunden. Stretching für jeden Tag. 12. Auflage. Kösel Verlag, München 2017, ISBN 978-3-466-34426-0.
- Gesund und entspannt musizieren. Intensivstretching und Prävention für Musiker mit Kurzpragramm. Urban & Fischer Verlag, München 2000, ISBN 3-437-00762-9.
- Gesundheitsstrategien beim Musizieren. Übungen zur Prävention und Therapie von Spielschäden. 2. Auflage. Urban & Fischer Verlag, München 2000, ISBN 3-437-47010-8.
- Formel-1 des Gehens. Gehen, laufen, radeln mit der richtigen Abrolltechnik. FALKEN Verlag, Niedernhausen 2001, ISBN 3-8068-2752-4.
- mit Hermann Rauhe und Kirsten Schnack: Jung bleiben kann man lernen. Kösel Verlag, München 2002, ISBN 3-466-34454-9.
- mit Hermann Rauhe: Topfit durch Nichtstun. RMT – die Formel für optimale Energie. Kösel Verlag, München 2002, ISBN 3-466-34446-8.
- mit Kirsten Schnack: Anti-Stress-Rituale. So bleiben Sie fit und relaxt. Kösel Verlag, München 2004, ISBN 3-466-34475-1.
- mit Kirsten Schnack: Antistresové rituály: Jak zůstaneme svěží a uvolnění. (tschechisch). (Anti-Stress-Rituale. So bleiben sie fit und relaxt.) EMINENT, 2006, ISBN 80-7281-229-7.
- Swing & Relax. Gesundheit und Prävention durch rhythmische Spiralkinetik. Urban & Fischer Verlag, München 2006, ISBN 3-437-48190-8.
- Natürlich gesund. Human-Bionik-Leben in Balance. Herder Verlag, Freiburg 2009, ISBN 978-3-451-29969-8.
- mit Hans Werner Scharnowski: Rhythmische Meditation. Entspannung nach Herzenslust. 2., überarbeitete Auflage. Brendow Verlag, Moers 2010, ISBN 978-3-86506-244-4.
- 7 Brücken für den Rücken. Wie die Wirbelsäule belastbar und beweglich bleibt. Kösel Verlag, München 2011, ISBN 978-3-451-60018-0.
- Burnout, Prüfungsstress, Lampenfieber. Gesundheitsrituale für Musiker. Bosse Verlag, Kassel 2015, ISBN 978-3-7649-2459-1.
- Der Große Ruhe-Nerv. 7 Sofort-Hilfen gegen Stress und Burnout. Kreuz Verlag, Freiburg 2015, ISBN 978-3-451-61139-1.
- Neue Körperwunder gegen Stress. Rituale zum Entspannen im Alltag. Kreuz Verlag, Freiburg 2015, ISBN 978-3-451-61362-3.
- Das Wunder der Entspannungshocke. Befreiter Rücken und ein gutes Bauchgefühl. Herder Verlag, München 2016, ISBN 978-3-451-31035-5.
- Faszien-Jogging. Schwerelos und natürlich laufen. Herder Verlag, München 2016, ISBN 978-3-451-60018-0.
- mit Frank Elster: Bonusjahre. Durch Bewegung, Meditation und Elastizität in ein erfülltes und gesundes Leben. Piper Verlag, Berlin 2017, ISBN 978-3-492-05836-0.
- Sitzen macht krank. Übungsrituale für Rücken, Gelenke und strapazierte Nerven. Piper Verlag, Berlin 2019, ISBN 978-3-492-06166-7.
- mit Birgit Schnack-Iorio: Die Vagus-Meditation: Der Entspannungsnerv: Wie Sie ihn aktivieren und damit Stress reduzieren. Trias Verlag, Thieme Gruppe, Stuttgart 2022, ISBN 978-3-432-11298-5.

## Einzelbelege
1. ↑  Nachruf auf Prof. Dr. med. Gerd Schnack. Deutsche Gesellschaft für Präventivmedizin und Präventionsmanagement e. V. Abgerufen am 28. Oktober 2023.
2. ↑  Ehrenmitglieder auf der Internetseite der Deutschen Gesellschaft für Präventivmedizin und Präventionsmanagement e. V. (Memento vom 13. Januar 2018 im Internet Archive).
3. ↑  Gerd Schnack in: Der Allgemeinarzt. Nr. 14, 2006, S. 46, 47f.  (Seite nicht mehr abrufbar, festgestellt im April 2018. Suche in Webarchiven)

| Personendaten    | Personendaten       |
| ---------------- | ------------------- |
| NAME             | Schnack, Gerd       |
| KURZBESCHREIBUNG | deutscher Mediziner |
| GEBURTSDATUM     | 22. September 1934  |
| GEBURTSORT       | Schwerin            |
| STERBEDATUM      | 6. März 2020        |